# Li S’-kuang
Li S’-kuang (čínsky pchin-jinem Lǐ Sìguāng, znaky 李四光; 26. října 1889 — 29. dubna 1971) byl čínský geolog a politik mongolského původu, člen a místopředseda Čínské akademie věd, ministr geologie (1952–1970), místopředseda celostátního výboru Čínského lidového politického poradního shromáždění (1954–1971).

## Život
Li S’-kuang se narodil v Chuang-kangu v provincii Chu-pej, jeho rodným jménem je Li Čung-kchuej (čínsky pchin-jinem Lǐ Zhòngkuí, znaky 李仲揆), jeho děd z otcovy strany byl mongolský žebrák, který do Chu-peje přestěhoval při hledání živobytí. Když se Li S’-kuang ve čtrnácti letech hlásil na školu, změnil si jméno s použitím upravených znaků pro číslo 14 (十四) a své původní jméno si ponechal jako zdvořilostní. V angličtině byl znám jako J. S. Lee (J jako Čung-kchej, v anglickém přepisu Jung-kuei, S jako S’-kuang).
Po střední škole pokračoval ve studiích na Technické vysoké škole v Ósace v Japonsku a na Birminghamské univerzitě ve Velké Británii. Po návratu ze zahraničí v roce 1920 se stal profesorem geologie na Pekingské univerzitě. Od července 1928 do dubna 1938 předsedal přípravnému výboru pro výstavbu Wuchanské univerzity. V roce 1932 byl prezidentem Nankingské univerzity. V letech 1934–1936 přednášel v Anglii, poté se vrátil do Číny. Od roku 1937 žil v Kuej-linu v provincii Kuang-si, kam před se před japonskou invazí stáhl Geologický institut Nankingské univerzity.
Roku 1948 se účastnil mezinárodního kongresu geologů v Londýně, ve druhé polovině roku 1949 roku byl vybrán mezi členy Čínského lidového politického poradního shromáždění, reagoval návratem do Číny roku 1950, již do Čínské lidové republiky a účastnil se práce shromáždění. V následujících volebních obdobích shromážděny byl zvolen jeho místopředsedou (zvolen 1954, 1959 a 1965). Stal se i členem a místopředsedou Čínské akademie věd. Roku 1950 stanul v čele výboru pro geologii, v letech 1952–1970 vedl ministerstvo geologie.
Po skončení kulturní revoluce (1966–1976) vydal spisovatel a žurnalista Sü Čch’ Liův životopis s názvem Světlo geologie (地质之光), který byl hojně čten a díky němuž Li získal známost v celé Číně. 
Li S’-kuangova dcera Li Lin byla fyzikem a akademikem Čínské akademie věd. Provdala se za významného biochemika a akademika Cou Čcheng-lua, když oba studovali na univerzitě v anglické Cambridgi. Liova rodina je tak jedinou rodinou v Číně, z níž vzešli tři akademici. Dcera Li Lin jménem Cou Cung-pching šla ve stopách svého dědečka a stala se geoložkou.